# 有马赖宁
有马赖宁（日語：有馬 頼寧/ありま よりやす，1884年12月17日—1957年1月9日），日本的政治家，筑后国久留米藩主有马赖万伯爵的长子，曾担任近卫文麿时期的农林水产大臣。

## 生平
1884年，出生于东京。
1924年，当选众议院议员。
1929年，成为贵族院议员。
1932年，任农林政务次官。
1937年，任农务大臣。
1945年，被列为甲级战犯嫌疑犯，經調查後無罪釋放。
1955年，接任日本中央競馬會理事長。
1957年1月9日，因病去世，終年72歲。